# Horný Lieskov
Horný Lieskov je naseljeno mjesto u okrugu Považská Bystrica u Trenčínskom kraju u Slovačkoj.

## Stanovništvo
| Godina:     | 1993. | 2003.   | 2013.   | 2023.    |
| ----------- | ----- | ------- | ------- | -------- |
| Broj ljudi: | 385   | 369     | 371     | 487      |
| Razlika:    |       | -4,15 % | +0,54 % | +31,26 % |

| Godina:     | 2022. | 2023.   |
| ----------- | ----- | ------- |
| Broj ljudi: | 454   | 487     |
| Razlika:    |       | +7,26 % |

Prema podatcima o broju stanovnika iz 2023. godine naselje je imalo 487 stanovnika.

## Vanjske poveznice
|  | Zajednički poslužitelj ima još gradiva o temi Horný Lieskov |

- Službena stranica naselja (sl.)